# Giżyga
Giżyga (ros. Гижига) – wieś w Rosji, w obwodzie magadańskim, w rejonie siewiero-eweńskim. W 2021 liczyła 98 mieszkańców.